# Gerard Kuiper
Gerard Kuiper (født Gerrit Pieter Kuiper 7. december 1905 i Holland – 23. december 1973 i Mexico City), var en hollandsk astronom.
Kuiper var den første til at forudsige eksistensen af Kuiper-bæltet i vores solsystem på et rent teoretisk grundlag i 1951. Han er bedst kendt for sine studier af Månens overflade, opdagelsen af Uranus-månen Miranda og Neptun-månen Nereid, samt opdagelsen af Titans atmosfære.
I 1960'erne var han med til at udvælge egnede landingssteder på Månen for Apollo-programmet.
Kuiper blev også kendt for at opdage og udvikle teorien omkring binære stjerneformationer og deres udvikling. Sidenhen er det en almen opfattelse at de fleste solsystemer vil blive til binær formationer.